# 抵制美貨運動
1905年抵制美貨運動，是1905年5月-1906年間，由清朝上海商會發起的中國抵制洋貨運動，以抗議美國自1880年代至1890年初的一系列排華法案，其中以1894年《葛礼山-杨儒条约》續簽為中國抵制洋貨運動史第一筆可追溯的事件。

## 產生背景
1860年代起，美國中央太平洋鐵路公司（Central Pacific Railroad）大量招聘清朝勞工修鐵路。然而，隨著清朝移民人數激增，其生活方式與美國主流文化格格不入，引發白人與黑人對華人的歧視。1880年代，美國國會與法院陸續推出排華政策，包括1882年美國排華法案，1888 Scott Act, 1892 Geary Act。
1894年簽訂的葛礼山-杨儒条约（Gresham-Yang Treaty，全稱《限制来美华工保护寓美华人条约》）規定，若雙方未於1904年12月7日前重新議定，條約將自動延長十年至1914年。。

## 發起經過
1903年10月11號晚，波士頓警察與移民官員在唐人街大規模檢舉244名可疑或沒有身分證的華人，45人被驅逐出境。
1905年5月，在上海由紳商招開集會，要求美國兩個月內改善排華法律，否則發動抵制。福建、廣東等地商人及其他團體隨後響應，舉行類似集會。
同年7月，波士頓移民官員在沒有逮捕令下逮捕一名華人，該華人隨後在美國駐上海領事館前自殺，引發全國性大規模抵制美貨運動。
抵制行動包括不用美貨、美國船隻、拒聘美商的買辦、通事，拒僱美籍人士，以及拒入美國學堂等。運動波及全國南北二十多個大都市，參與者涵蓋工人、商人、學生、婦女等各階層。

## 成果及影響
抵制活動持續約一年多，在美國多次抗議以及清政府勸導禁止下逐漸停息，在此期間，美國對中國的貿易量減少百分之四十，而中國的工業生產量也相應提高。
郭廷以在《中國近代史綱》指，此運動展現了清末中國人面對外國壓迫時的愛國熱情，也是第一次有效的外貨抵制運動，該方式後來成為對抗外國的一種常用手段。
此外，該運動的發起者為新興商人為主的民間團體，凸顯了清末新興商人的影響力。